# Мимана
Мимана (яп. 任那, みまな、にんな, «вверенный край») — это гипотеза о том, что древняя Япония занимала южную часть Корейского полуострова с 4-го по 5-й века.Однако современные корейские и японские академические круги относятся к этому негативно.а Корейско-японский комитет исторических исследований в 2010 году пришел к выводу, что содержание японской хроники не соответствует действительности

## Краткие сведения
Местонахождение Миманы точно не определено. Считается, что её территория частично соответствовала границам древнекорейской конфедерации Кая, в которую входили земли трёх корейских племён самхан. Миману традиционно располагали в юго-западной провинции Чолла-Намдо, однако со 2-й половины XX века большинство учёных локализует её в юго-центральной провинции Кёнсан-Намдо. 
Можно также отождествить Мимана с племенем Миояма конфедерации Пёнхан,  проживавшим на территории совремённого уезда Корён провинции Кёнсан-Пукто. Из Пёнхана в III веке выросла Кая. Легендарный Ниниги, прадед первого японского императора Дзимму, происходил из Мимана.
На основе японских, китайских и корейских письменных источников считается, что с середины IV века Мимана находилась под контролем древних японцев и служила их форпостом на Корейском полуострове. В частности, текст стелы Квангэтхо вспоминает, что в 369 году японцы получили от южнокорейского государства Пэкче земли Миманы в обмен на помощь в борьбе против северокорейского государства Когурё, а японские хроники «Кодзики» и «Нихон сёки» рассказывают о военном походе японцев под предводительством императрицы Дзингу и завоевании юга Кореи в III веке.
В 562 году южнокорейское государство Силла, которая вела борьбу за объединение полуострова, выгнала японцев из Миманы и присоединила её к себе.
Факт существования подконтрольной японцам Миманы был доказан источниковедами и археологами 2-й половины XX века. Однако к этому времени он был предметом жаркой дискуссии между японскими и корейскими учёными. В Японской империи японская политическая и научная верхушка использовала этот факт для легитимизации господства в Корее, за что патриотически настроенные корейские исследователи отрицали его, а любые упоминания о Мимане считали японскими фабрикациями.
В современной историографии приоритетными направлениями исследования Миманы являются определение японской политики, в зависимости от которой находилась Мимана, и выяснение военно-экономического потенциала и политических прав миманцев в системе упомянутой политики.